# 諏訪彩花のざっくば☆らん
『諏訪彩花のざっくば☆らん』（すわあやかのざっくばらん）は、2014年7月1日から2017年6月27日までfmさくだいらで放送されていたラジオ番組（アニラジ）。パーソナリティは声優の諏訪彩花。

## 番組概要
まだまだ発展途上の声優・諏訪彩花がラジオを通じて出来る女に成長していくため、様々なことに挑戦していく番組。

## コーナー
- ふつおた［#1 - ］
  - リスナーから送られてきた感想、質問、お悩みなどにざっくり答えていくコーナー。
- 長野に詳しくなるっすわ!［#2 - ］
  - 長野県にまつわるクイズに挑戦しつつ、長野に詳しくなっていこうというコーナー。
- 女子力といえばコレっすわ!［#3 - ］
  - 現段階では女子力レベルが100点満点中45点（自己採点）な諏訪に、女子力といえばこれでしょうというものをリスナーに提案してもらうコーナー。
- 新しいっすわ!［#4 - ］
  - まだまだ発展途上中の声優・諏訪彩花に、色んな角度の質問をぶつけ、新たな魅力を引き出そうというコーナー。
- ホントはできるんですわっ！［#6 - ］
  - 出来る女性ならいとも簡単に出来るであろうことにチャレンジするコーナー。

## イベント
- 2015年1月24日 声旬！presents「諏訪彩花とLynnのざっくば☆らんにマイペー素な感じで。」〜ざっくりしたペー素のイベント〜[3]

『Lynnのマイペー素な感じで。』とのコラボレーションイベント